# Okresní soud v Uherském Hradišti
Okresní soud v Uherském Hradišti je okresní soud se sídlem v Uherském Hradišti, jehož odvolacím soudem je Krajský soud v Brně – pobočka ve Zlíně. Rozhoduje jako soud prvního stupně ve všech trestních a civilních věcech, ledaže jde o specializovanou agendu (nejzávažnější trestné činy, insolvenční řízení, spory ve věcech obchodních korporací, hospodářské soutěže, duševního vlastnictví apod.), která je svěřena krajskému soudu.
V Uherském Hradišti působil v letech 1850–1960 také krajský soud, poté byl nahrazen brněnským krajským soudem, který má od roku 2004 pobočku ve Zlíně.

## Soudní obvod
Obvod Okresního soudu v Uherském Hradišti se shoduje s okresem Uherské Hradiště, patří do něj tedy území těchto obcí:
Babice •
Bánov •
Bílovice •
Bojkovice •
Boršice •
Boršice u Blatnice •
Břestek •
Březolupy •
Březová •
Buchlovice •
Bystřice pod Lopeníkem •
Částkov •
Dolní Němčí •
Drslavice •
Hluk •
Horní Němčí •
Hostějov •
Hostětín •
Hradčovice •
Huštěnovice •
Jalubí •
Jankovice •
Kněžpole •
Komňa •
Korytná •
Kostelany nad Moravou •
Košíky •
Kudlovice •
Kunovice •
Lopeník •
Medlovice •
Mistřice •
Modrá •
Nedachlebice •
Nedakonice •
Nezdenice •
Nivnice •
Ořechov •
Ostrožská Lhota •
Ostrožská Nová Ves •
Osvětimany •
Pašovice •
Pitín •
Podolí •
Polešovice •
Popovice •
Prakšice •
Rudice •
Salaš •
Slavkov •
Staré Hutě •
Staré Město •
Starý Hrozenkov •
Strání •
Stříbrnice •
Stupava •
Suchá Loz •
Sušice •
Svárov •
Šumice •
Topolná •
Traplice •
Tučapy •
Tupesy •
Uherské Hradiště •
Uherský Brod •
Uherský Ostroh •
Újezdec •
Vápenice •
Vážany •
Velehrad •
Veletiny •
Vlčnov •
Vyškovec •
Záhorovice •
Zlámanec •
Zlechov •
Žítková